# Erdős–Woods-számok
A számelméletben egy pozitív egész szám, k Erdős–Woods-szám, ha létezik egy pozitív egész a, hogy az (a, a + 1, …, a + k) számok egyike sem relatív prím mindkét végponthoz. Más szavakkal, k Erdős–Woods szám, ha van egy pozitív egész a, hogy minden 0 és k közötti egészre az lnko(a, a + i) és az lnko(a + i, a + k) legnagyobb közös osztók valamelyike nem 1.
Az első néhány Erdős–Woods szám:
16, 22, 34, 36, 46, 56, 64, 66, 70 … (A059756 sorozat az OEIS-ben).
Az első háromhoz tartozó a értékek:
2184, 3521210, 47563752566 (A059757 sorozat az OEIS-ben)
A 0 és az 1 triviális Erdős–Woodsnak tekinthetők.
Erdős Pál sejtése nyomán kezdték el vizsgálni, ami azt állította, hogy van egy pozitív egész k szám, hogy az a, a + 1, …, a + k prímosztói egyértelműen meghatároznak egy alkalmas a egészet.
Alan R. Woods 1981-ben foglalkozott a kérdéssel, és azt a sejtést fogalmazta meg, hogy minden k-ra az [a, a + k] egész intervallum mindig tartalmaz olyan számot, ami mindkét végponthoz relatív prím.
Később az első ellenpéldát is ő találta meg: [2184, 2185, …, 2200], k = 16.
Dowe (1989) belátta, hogy végtelen sok Erdős–Woods-szám létezik, Cégielski, Heroult és Richard (2003) pedig megmutatta, hogy az Erdős–Woods-számok halmaza rekurzív.